# Finska
Finska, uradno Republika Finska (finsko Suomi; švedsko Finland [ˈfɪ̌nland] ()}}) je obmorska Nordijska država, ki meji na Švedsko na severozahodu, Norveško na severu in Rusijo na vzhodu, na Botniški zaliv na zahodu in Finski zaliv na jugu, nasproti Estonije. Alandsko otočje v Baltskem morju je pod finsko suverenostjo, vendar uživajo znatno samoupravo. Finska pokriva površino 338.145 kvadratnih kilometrov in ima 5,6 milijona prebivalcev. Helsinki so glavno in največje mesto. Velika večina prebivalstva so etnični Finci. Uradna jezika sta finščina in švedščina, od katerih 84,9 odstotka prebivalstva govori prvega kot svoj materni jezik, 5,1 odstotka pa drugega. Podnebje Finske se spreminja od vlažnega celinskega na jugu do borealnega na severu. Pokrovnost tal je pretežno borealni gozdni biom z več kot 180.000 zabeleženimi jezeri.
Finska sodi v skupino 15 držav evroobmočja, ki so leta 2002 svoje nacionalne valute zamenjale za evro. Nacionalna valuta države je bila do tedaj finska marka.
Finska se je osamosvojila 6. decembra 1917, od leta 1995 pa je članica Evropske Unije. Preden je Finska vstopila v evropsko unijo, je bila njena denarna valuta finska marka, sedaj pa imajo evro. Finska je ena večjih evrospkih držav, saj meri kar 337.030 km², od katerih je 305.470 km² kopnega in 31.560 km² vode. Čeprav je država tako velika, ima malo prebivalcev. Zadnji podatki so znani od julija 2007, takrat naj bi jih bilo 5.238.460, kar je 17 prebivalcev na km². Povprečna življenjska doba pri moških je okoli 75 let, pri ženskah pa 82 let. Največji procent prebivalcev imajo seveda Finci, ki jih je 93.4 %. Ker pa je bila Finska v zgodovini pod Švedsko vladavino, je še danes na Finskem 5.7 % Švedov. Ostali procent pa zapolnjujejo še Rusi, Estonci, Romi in Samiji.
Finska ima dva uradna jezika: finščino, ki se uporablja v 92 %, ter švedščino, ki jo uporabljajo samo v 6 %. Na Laponskem skrajnem severu pa ljudstvo Sami uporablja svoj jezik. Finščina spada v ugrofinsko skupino jezikov. Najbolj popularen tuji jezik je angleščina, ki jo tudi govori večina ljudi. Na Finskem že od leta 1923 velja popolna svoboda veroizpovedi. Najbolj razširjena je protestantska vera, imajo pa tudi pravoslavne manjšine, čeprav je država priznala obe veri.
Država ima močno razvite številne industrijske panoge, saj kovinska, elektronska ter tehnična industrija skupaj predstavlja 50 % izvoz, lesna pa 30 %. Je tudi vodilna država v uporabi interneta, število uporabe mobilnikov pa že presega število stacionarnih telefonskih storitev. Nokia je ena od najbolj poznanih podjetij na Finskem.
Finska zastava je sestavljena iz dveh barv: modre, ki predstavlja jezera, in bele, ki predstavlja sneg.

## Zgodovina

### Prazgodovina
Območje, ki je danes Finska, je bilo poseljeno najkasneje okoli 8500 pr. n. št. v kameni dobi proti koncu zadnjega ledeniškega obdobja. Artefakti, ki so jih prvi naseljenci pustili za seboj, imajo značilnosti, ki si jih delijo s tistimi, najdenimi v Estoniji, Rusiji in na Norveškem. Najzgodnejši ljudje so bili lovci-nabiralci, ki so uporabljali kamnito orodje.
Prva lončenina se je pojavila leta 5200 pr. n. št., ko je bila uvedena kultura čašaste keramike. Prihod kulture trakaste keramike na južno obalno Finsko med 3000 in 2500 pr. n. št. je morda sovpadal z začetkom kmetijstva. Tudi z uvedbo kmetijstva sta lov in ribolov ostala pomembna dela samooskrbnega gospodarstva.
V bronasti dobi sta se razširila stalna celoletna pridelava in živinoreja, vendar je hladno podnebje upočasnilo spremembe. Fenomen Seima-Turbino je v regijo prinesel prve bronaste artefakte in morda tudi ugrofinske jezike. Komercialni stiki, ki so bili doslej večinoma v Estoniji, so se začeli širiti v Skandinavijo. Domača proizvodnja bronastih artefaktov se je začela leta 1300 pr. n. št..
V železni dobi se je prebivalstvo povečalo. Ozemlje Finske je bilo najgosteje poseljeno območje. Trgovski stiki v regiji Baltskega morja so rasli in se razširili v 8. in 9. stoletju. Glavni izvoz iz Finske so bili krzno, sužnji, castoreum in sokoli za evropska dvora. Uvoz je vključeval svilo in druge tkanine, nakit, Ulfberhtove meče in v manjšem obsegu steklo. Proizvodnja železa se je začela približno leta 500 pred našim štetjem. Ob koncu 9. stoletja je imela avtohtona artefaktna kultura, zlasti orožje in ženski nakit, več skupnih lokalnih značilnosti kot kdaj koli prej. To je bilo interpretirano kot izražanje skupne finske identitete.
Zgodnja oblika finskih jezikov se je razširila na območje Baltskega morja približno 1900 pr. n. št. Skupni finski jezik so govorili okoli Finskega zaliva pred 2000 leti. Narečja, iz katerih se je razvil današnji finski jezik, so nastala v železni dobi. Čeprav so bili v daljnem sorodstvu, je ljudstvo Sami ohranilo življenjski slog lovca in nabiralca dlje kot Finci. Samijska kulturna identiteta in samski jezik sta se ohranila na Laponskem, najsevernejši provinci.
Ime Suomi (finsko za 'Finsko') ima negotov izvor, vendar je bila predlagana skupna etimologija s saame (Sami).  V najzgodnejših zgodovinskih virih iz 12. in 13. stoletja se izraz Finska nanaša na obalno regijo okoli Turkuja. Ta regija je kasneje postala znana kot osrednja Finska v nasprotju z imenom države Finska.

### Švedska doba
12. in 13. stoletje je bilo v severnem Baltskem morju nasilno obdobje. Livonska križarska vojna je potekala in finska plemena, kot so Tavastijci in Karelijci, so bila v pogostih konfliktih z Novgorodom in med seboj. Poleg tega je bilo v 12. in 13. stoletju več križarskih vojn iz katoliških kraljestev območja Baltskega morja proti finskim plemenom. Danci so vodili vsaj tri križarske vojne na Finsko, leta 1187 ali nekoliko prej, leta 1191 in 1202, Švedi pa, verjetno tako imenovano drugo križarsko vojno na Finsko, leta 1249 proti Tavastijcem in tretjo križarsko vojno na Finsko leta 1293 proti Karelijcem. Tako imenovana prva križarska vojna na Finsko, verjetno leta 1155, se najverjetneje nikoli ni zgodila.
Zaradi križarskih vojn (predvsem z drugo križarsko vojno, ki jo je vodil Birger Jarl) in kolonizacije nekaterih finskih obalnih območij s krščanskim švedskim prebivalstvom v srednjem veku, je Finska postopoma postala del švedskega kraljestva in sfere vpliv katoliške cerkve. Pod Švedsko je bila Finska priključena kot del kulturnega reda zahodne Evrope.
Švedščina je bila prevladujoči jezik plemstva, uprave in izobraževanja; finščina je bila predvsem jezik kmetov, duhovščine in lokalnih sodišč na pretežno finsko govorečih območjih. Med protestantsko reformacijo so se Finci postopoma spreobrnili v luteranstvo.
V 16. stoletju je škof in luteranski reformator Mikael Agricola objavil prva pisna dela v finščini in trenutno glavno mesto Finske, Helsinke, je leta 1555 ustanovil kralj Gustav Vasa. Prvo univerzo na Finskem, Kraljevo akademijo v Turkuju, je leta 1640 ustanovila švedska kraljica Christina na predlog grofa Per Braheja.
Finci so v tridesetletni vojni (1618–1648) zasloveli kot dobro izurjeni konjeniki, imenovani Hakkapeliitta. Finska je v letih 1695–1697 utrpela hudo lakoto, med katero je umrla približno ena tretjina finskega prebivalstva in nekaj let kasneje uničujočo kugo.
V 18. stoletju so vojne med Švedsko in Rusijo dvakrat pripeljale do okupacije Finske s strani ruskih sil, časi, ki so bili Fincem znani kot Velika jeza (1714–1721) in Manjša jeza (1742–1743). Ocenjuje se, da je bila med Veliko jezo izgubljena skoraj cela generacija mladih moških, predvsem zaradi uničenja domov in kmetij ter požiga Helsinkov.

### Veliko vojvodstvo Finska
Švedsko obdobje se je končalo s finsko vojno leta 1809. 29. marca 1809, potem ko so jo osvojile vojske Aleksandra I. Ruskega, je Finska postala avtonomna Velika kneževina pod vladavino Ruskega imperija, kot jo je priznal parlament v Porvoou. Takšno stanje se je nadaljevalo do konca leta 1917. Leta 1812 je Aleksander I. vključil rusko provinco Viborg v Veliko vojvodstvo Finsko. Leta 1854 se je Finska vključila v vpletenost Rusije v krimsko vojno, ko sta britanska in francoska mornarica bombardirali finsko obalo in Alandsko otočje med tako imenovano Alandsko vojno.
Čeprav je bila švedščina še vedno razširjena, se je v tem obdobju začel uveljavljati finski jezik. Od leta 1860 je raslo močno finsko nacionalistično gibanje, znano kot gibanje Fennoman. Eden najvidnejših voditeljev gibanja je bil filozof in politik J. V. Snellman, ki si je prizadeval za stabilizacijo statusa finskega jezika in lastne valute, finske marke, v Velikem vojvodstvu Finske. Mejnika sta vključevala objavo tega, kar je postalo finski nacionalni ep, Kalevala, leta 1835 in pravno enakopravnost finskega jezika s švedščino leta 1892. V duhu Adolfa Ivarja Arwidssona – »nismo Švedi, nočemo postati Rusi, torej bodimo Finci« – je bila vzpostavljena finska nacionalna identiteta. Kljub temu do začetka 20. stoletja na Finskem ni bilo pravega gibanja za neodvisnost.
Finska lakota v letih 1866–1868 se je zgodila po nizkih temperaturah v začetku septembra, ki so uničile pridelke in ubile okoli 15 % prebivalstva, zaradi česar je bila ena najhujših lakot v evropski zgodovini. Zaradi lakote je Ruski imperij sprostil finančne predpise, naložbe pa so se v naslednjih desetletjih povečale. Gospodarski razvoj je bil hiter. Bruto domači proizvod (BDP) na prebivalca je bil še vedno polovica ameriškega in tretjina britanskega.
Od leta 1869 do 1917 je Ruski imperij izvajal politiko, znano kot rusifikacija Finske. Ta politika je bila prekinjena med letoma 1905 in 1908. Leta 1906 je bila v Velikem vojvodstvu Finske uvedena splošna volilna pravica. Vendar so se odnosi med Velikim vojvodstvom Finske in Ruskim imperijem poslabšali, ko je ruska vlada začela sprejemati ukrepe za omejevanje posebnega statusa in avtonomije Finske. Na primer, splošna volilna pravica je bila v praksi tako rekoč nesmiselna, saj carju ni bilo treba potrditi nobenega zakona, ki ga je sprejel finski parlament. Želja po neodvisnosti se je okrepila, najprej med radikalnimi liberalci in socialisti, deloma na podlagi izjave, imenovane Februarski manifest, zadnjega carja Ruskega imperija, Nikolaja II., 15. februarja 1899.

### Državljanska vojna in zgodnja osamosvojitev
Finsko prebivalstvo si je v 19. stoletju pridobivalo v notranjih razmerah vedno več pravic soodločanja in hkrati se je krepila narodna zavest, ki se je opirala na lastni jezik. Kulturo in zgodovino Fincev, car Nikolaj II. Ruski (1868–1918) je v tem videl ogrožanje ruske oblasti in je v okviru splošnega porusovanja odvzel Finski avtonomijo, kar pa je izzvalo silen odpor.
Po februarski revoluciji leta 1917 je bil položaj Finske kot Velike kneževine pod vladavino Ruskega imperija vprašljiv. Finski parlament, ki ga nadzirajo socialdemokrati, je sprejel tako imenovani zakon o moči, ki mu daje vrhovno oblast. To je ruska začasna vlada zavrnila in se odločila razpustiti parlament. Izvedene so bile nove volitve, na katerih so z majhno večino zmagale desničarske stranke. Nekateri socialdemokrati so zavrnili izid, češ da so bile razpustitev parlamenta in volitve, ki so sledile, nezakonite. Skoraj enako močna politična bloka, desne stranke in socialdemokratska stranka, sta bila globoko razdeljena.
Oktobrska revolucija v Rusiji je znova spremenila geopolitične razmere. Nenadoma so desničarske stranke na Finskem začele ponovno razmišljati o svoji odločitvi, da blokirajo prenos vrhovne izvršilne oblasti z ruske vlade na Finsko, ko so na oblast v Rusiji prišli boljševiki. Desna vlada, ki jo je vodil premier P. E. Svinhufvud, je 4. decembra 1917 predstavila Deklaracijo o neodvisnosti, ki jo je finski parlament uradno potrdil 6. decembra. Razreševanje narodnega vprašanja pa je preglasil razredni spopad, ki se je stopnjeval v kratko, vendar krvavo državljansko vojno med meščanskimi in naprednimi silami. Pod vodstvom barona Carla Gustafa Mannerheima (1867–1951) je tako imenovano rdečo gardo, ki seje bojevala za revolucionarno preobrazbo finske družbe po sovjetskem zgledu, premagala bela garda ob podpori nemških čet. Načrti, da bi uvedli kraljevino, so se leta 1918 izjalovili in državni zbor je leta 1919 sprejel republikansko ustavo ter tako ustvaril temelj za demokratično državno ureditev.
Ruska Ruska sovjetska federativna socialistična republika (RSFSR), ki jo je vodil Vladimir Lenin, je bila prva država, ki je 4. januarja 1918 priznala popolno neodvisnost Finske.
Finsko-ruska meja je bila vzpostavljena leta 1920 s Tartujsko pogodbo, ki je v veliki meri sledila zgodovinski meji, vendar je Finski dala Petsamo in njeno pristanišče v Barentsovem morju. Finska demokracija je preživela poskuse sovjetskega državnega udara in protikomunistično gibanje Lapua.

### Druga svetovna vojna
Sovjetska zveza je 30. novembra 1939 začela zimsko vojno, da bi priključila Finsko v skladu s paktom Molotov-Ribbentrop z nacistično Nemčijo, da bi razdelila Evropo na vplivne sfere med obema diktaturama. Finsko demokratično republiko je ustanovil Josif Stalin na začetku vojne, da bi vladala Finski po sovjetski osvojitvi. Prišlo je do široke mednarodne obsodbe neizzvanega napada, zaradi česar je bila Sovjetska zveza izključena iz Društva narodov. Rdeča armada je bila poražena v številnih bitkah, predvsem v bitki pri Suomussalmiju. Po dveh mesecih zanemarljivega napredka na bojišču, pa tudi velikih izgubah v ljudeh in materialu so sovjetske sile februarja začele napredovati in marca dosegle Viborg (finsko Viipuri). Moskovska mirovna pogodba je bila podpisana 12. marca 1940, vojna pa se je končala naslednji dan. Finska je branila svojo neodvisnost, vendar je 9 % svojega ozemlja prepustila Sovjetski zvezi.
Sovražnosti so se nadaljevale junija 1941 z nadaljevalno vojno, ko se je Finska povezala z Nemčijo po invaziji slednje na Sovjetsko zvezo; glavni cilj je bil povrniti ozemlje, ki so ga Sovjeti izgubili komaj leto prej. Finske čete so zasedle vzhodno Karelijo od leta 1941 do 1944. Ogromna sovjetska ofenziva Viborg-Petrozavodsk poleti 1944 je vodila do preboja, dokler je Finci niso končno zavrnili pri Tali-Ihantali. Ta delni sovjetski uspeh je privedel do zastoja in kasneje do premirja. Temu je sledila laponska vojna 1944–1945, ko se je Finska borila proti umikajočim se nemškim silam na severu Finske.
Premirje in pogodba, podpisana s Sovjetsko zvezo leta 1944 in 1948, sta vključevala finske obveznosti, omejitve in odškodnine ter nadaljnje ozemeljske koncesije. Zaradi obeh vojn je Finska izgubila 12 % svoje površine, 20 % svoje industrijske zmogljivosti, svoje drugo največje mesto Viborg in pristanišče brez ledu Liinakhamari (finsko Liinahamari). Finci so izgubili 97.000 vojakov in bili prisiljeni plačati vojno odškodnino v višini 300 milijonov dolarjev (4,1 milijarde dolarjev leta 2023). Vendar se je država izognila okupaciji s strani sovjetskih sil in uspela ohraniti svojo neodvisnost. Skupaj z Veliko Britanijo je Finska izšla iz vojne kot edina evropska država, ki je sodelovala v sovražnostih in ki ni bila nikoli okupirana in je uspela vseskozi ohraniti svojo demokracijo.
Nekaj desetletij po letu 1944 so bili komunisti močna politična stranka. Poleg tega je Sovjetska zveza prepričala Finsko, da je zavrnila pomoč Marshallovega načrta. Vendar so ZDA v upanju, da bodo ohranile neodvisnost Finske, zagotovile tajno razvojno pomoč in podprle socialdemokratsko stranko.

### Po vojni
Razvoj trgovine z zahodnimi silami, kot je Združeno kraljestvo, in plačilo odškodnin Sovjetski zvezi sta pripeljala do preobrazbe Finske iz pretežno agrarne družbe v industrializirano. Valmet, prvotno ladjedelnica in nato več kovinskih delavnic, je bila ustanovljena za proizvodnjo materialov za vojno odškodnino. Po plačilu odškodnin je Finska nadaljevala trgovanje s Sovjetsko zvezo v okviru dvostranske trgovine.
Leta 1950 je bilo 46 % finskih delavcev zaposlenih v kmetijstvu, tretjina pa je živela v mestnih območjih, vendar so nova delovna mesta v proizvodnji, storitvah in trgovini hitro privabila ljudi v mesta. Povprečno število rojstev na žensko je padlo z vrhunca baby booma, ki je znašal 3,5 leta 1947, na 1,5 leta 1973. Ko so se novorojenci baby booma vključili v delovno silo, gospodarstvu ni uspelo dovolj hitro ustvariti delovnih mest in več sto tisoč jih je emigriralo na bolj industrializirano Švedsko, z izseljevanjem dosegel vrhunec v letih 1969 in 1970. Finska je sodelovala pri liberalizaciji trgovine v Svetovni banki, Mednarodnem denarnem skladu in Splošnem sporazumu o carinah in trgovini.
Uradno nevtralna Finska je bila med hladno vojno v sivi coni med zahodnimi državami in sovjetskim blokom. Pogodba YYA (finsko-sovjetski pakt o prijateljstvu, sodelovanju in medsebojni pomoči) je Sovjetski zvezi dala nekaj vzvoda v finski notranji politiki. Predsednik Urho Kekkonen jo je veliko uporabljal proti svojim nasprotnikom. Od leta 1956 je imel tako rekoč monopol nad odnosi s Sovjetsko zvezo, kar je bilo ključno za njegovo nadaljnjo priljubljenost. V politiki je obstajala težnja, da bi se izogibali vsaki politiki ali izjavi, ki bi jo lahko razumeli kot protisovjetsko. Ta pojav je zahodnonemški tisk poimenoval finlandizacija.
Na Finskem se je ohranilo tržno gospodarstvo. Različne industrije so imele koristi od trgovinskih privilegijev s Sovjeti. Gospodarska rast je bila v povojnem obdobju hitra in do leta 1975 je bil finski BDP na prebivalca 15. najvišji na svetu. V 1970-ih in 1980-ih je Finska zgradila eno najobsežnejših socialnih držav na svetu. Finska se je pogajala o pogodbi z Evropsko gospodarsko skupnostjo (EGS, predhodnico Evropske unije), ki je v veliki meri odpravila carine z EGS od leta 1977. Leta 1981 se je predsednik Urho Kekkonen zaradi slabega zdravja po 25 letih mandata moral upokojiti.
Napačno izračunane makroekonomske odločitve, bančna kriza, propad njenega največjega trgovinskega partnerja, Sovjetske zveze, in globalna gospodarska recesija so povzročili globoko recesijo na Finskem v zgodnjih 1990-ih. Recesija je dosegla dno leta 1993 in Finska je uživala več kot desetletje stalne gospodarske rasti. Po razpadu Sovjetske zveze se je Finska začela tesneje povezovati z Zahodom. Finska se je pridružila Evropski uniji leta 1995 in euroobmočju leta 1999. Velik del gospodarske rasti v poznih 1990-ih je spodbudil uspeh proizvajalca mobilnih telefonov Nokia.

### 21. stoletje
Finci so na predsedniških volitvah leta 2000 izvolili Tarjo Halonen, s čimer je postala prva predsednica Finske. Njen predhodnik, predsednik Martti Ahtisaari, je pozneje leta 2008 prejel Nobelovo nagrado za mir. Finančna kriza je leta 2008 paralizirala finski izvoz, kar je vodilo v šibkejšo gospodarsko rast skozi desetletje. Sauli Niinistö je bil izvoljen za predsednika Finske od leta 2012 do leta 2024, ko je položaj prevzel Alexander Stubb.
Finska podpora NATU se je močno povečala po ruski invaziji na Ukrajino leta 2022. Pred februarjem 2022 so javnomnenjske raziskave kazale tesno, a odločno večino proti članstvu v Natu; do aprila je bila velika večina za članstvo. 11. maja 2022 je Finska podpisala pakt o vzajemni varnosti z Združenim kraljestvom. 12. maja sta finski predsednik in premier pozvala k članstvu v Natu "brez odlašanja". Kasneje, 17. maja, je finski parlament s 188 proti 8 glasoval za pristop Finske k Natu. Finska je postala članica Nata 4. aprila 2023.

## Geografija
Finska, ki leži približno med 60° in 70° S ter 20° in 32° V, je ena najsevernejših držav na svetu. Od svetovnih prestolnic le Reykjavík leži bolj severno od Helsinkov. Razdalja od najjužnejše točke – Hanko v Uusimai – do najsevernejše – Nuorgam na Laponskem – je 1160 kilometrov.
Finska leži med Švedsko na zahodu in Rusijo na vzhodu poleg tega pa ima tudi kopensko mejo z Norveško ter morsko mejo z Estonijo. Večina Finske je dokaj ravne (njena nadmorska višina je od 120–190 m) malce več kot četrtina pa leži v arktičnem krogu. Na tem območju je bolj hribovita (najbolj blizu meje z Norveško). Najsevernejši del države je Laponska, kjer pa najdemo tudi višje hribe ter je večino časa sneg.
Finska ima približno 168.000 jezer (s površino večjo od 500 m² ali 0,12 hektarja) in 179.000 otokov. Njeno največje jezero Saimaa je četrto največje v Evropi. Finsko pojezerje je območje z največ jezeri v državi mnoga večja mesta na tem območju, predvsem Tampere, Jyväskylä in Kuopio, so v bližini velikih jezer. Finska obala je posejana z največjim arhipelagom na svetu, ki obsega več kot 50.000 otokov, katerih največja koncentracija je na jugozahodu, v arhipelaškem morju med celinsko Finsko in glavnim otokom Åland.
Velik del geografije Finske je posledica ledene dobe. Ledeniki so bili debelejši in so trajali dlje v Fenoskandiji v primerjavi z ostalo Evropo. Učinki erozije so prispevali k večinoma ravni pokrajini, za katero so značilni nižji hribi. Toda v severnih regijah, vključno z območji, ki mejijo na Skandinavsko gorovje, se na terenu pojavljajo gorate vzpetine. Halti je s 1324 metri najvišja točka na Finskem. Najdemo ga na severu Laponske na meji med Finsko in Norveško. Najvišja gora, katere vrh je v celoti na Finskem, je Ridnitšohkka s 1316 m, neposredno ob Haltiju. Umikajoči se ledeniki so zapustili deželo z morenskimi nanosi v formacijah eskerjev. To so razpotegnjeni grebeni morenskega gradiva, ki jih je nasul ledeniški potok, in potekajo od severozahoda proti jugovzhodu, kjer je nekoč ležal starodavni rob ledenika. Med največjimi so trije grebeni Salpausselkä, ki potekajo čez južno Finsko.
Teren na Finskem, ki je bil stisnjen pod ogromno težo ledenikov, se zaradi poglacialnega odboja dviguje. Učinek je najmočnejši okoli Botniškega zaliva, kjer se kopno enakomerno dvigne za približno 1 cm na leto. Posledično se staro morsko dno postopoma spremeni v suho zemljo: površina države se letno poveča za približno 7 kvadratnih kilometrov. Relativno gledano se Finska dviga iz morja.
Pokrajino pokrivajo večinoma iglasti gozdovi (tajga) in močvirja, z malo obdelovalne zemlje. Od skupne površine 10 % predstavljajo jezera, reke in ribniki, 78 % pa gozd. Gozd sestavljajo bor, smreka, breza in druge vrste. Finska je največja proizvajalka lesa v Evropi in med največjimi na svetu. Najpogostejša vrsta kamnine je granit. Je vseprisoten del pokrajine, viden povsod, kjer ni pokritosti s prstjo. Morena in til je najpogostejša vrsta tal, prekrita s tanko plastjo humusa biološkega izvora. Razvoj podzolskega profila je viden v večini gozdnih tal, razen tam, kjer je drenaža slaba. Oglejena prst in šotna barja zavzemajo slabo odcedna območja.
- Severni sij so najpogostejši na Laponskem v zimskem času
- Enontekiö, je del Skandinavskega gorovja

### Biotska raznovrstnost
Fitogeografsko je Finska razdeljena med arktične, srednjeevropske in severnoevropske province cirkumborealne regije znotraj borealnega kraljestva. Po podatkih WWF lahko ozemlje Finske razdelimo na tri ekoregije: 
- skandinavsko in rusko tajgo,
- sarmatske mešane gozdove
- skandinavske gorske brezove gozdove in travišča[50]

Tajga pokriva večino Finske od severnih regij južnih provinc do severne Laponske. Na jugozahodni obali, južno od črte Helsinki-Rauma, so za gozdove značilni mešani gozdovi, ki so bolj značilni za baltsko regijo. Na skrajnem severu Finske, blizu drevesne meje in Arktičnega oceana, so pogosti gozdovi gorske breze. Finska je imela leta 2018 povprečno oceno indeksa celovitosti gozdne krajine 5,08/10, kar jo je uvrstilo na 109. mesto med 172 državami.
Podobno ima Finska raznoliko in obsežno favno. Danes je prisotnih najmanj šestdeset avtohtonih vrst sesalcev, 248 gnezdečih vrst ptic, več kot 70 vrst rib ter 11 vrst plazilcev in žab, od katerih so se mnoge priselile iz sosednjih držav pred več tisoč leti. Veliki in splošno priznani divji sesalci, ki jih najdemo na Finskem, so rjavi medved, sivi volk, rosomah in los. Tri najbolj osupljive ptice so labod pevec, veliki labod grbec in finska nacionalna ptica; divji petelin, velik črnoperjasti predstavnik družine jerebov; in velika uharica. Slednja velja za pokazatelj povezanosti starih gozdov in se zaradi razdrobljenosti krajine zmanjšuje. Na Finskem prevladuje približno 24.000 vrst žuželk, med najpogostejšimi so sršeni, pogosta pa so tudi plemena hroščev, kot je Onciderini. Najpogostejše gnezdilke so severni kovaček, ščinkavec (Fringilla coelebs) in vinski drozg (Turdus iliacus). Med približno sedemdesetimi vrstami sladkovodnih rib je veliko ščuke, ostriža in drugih. Atlantski losos ostaja priljubljen med ljubitelji muharjenja.
Ogroženi sajmenski kolobarjasti tjulenj (Pusa hispida saimensis), ena od le treh vrst jezerskih tjulnjev na svetu, obstaja samo v jezerskem sistemu Saimaa na jugovzhodu Finske, danes pa jih je le 390.  Vrsta je postala simbol finskega združenja za varstvo narave.
Tretjino finskega ozemlja je prvotno sestavljalo barje, približno polovica tega območja pa je bila v preteklih stoletjih izsušena za obdelovanje.
- Na Finskem se severni jeleni pasejo na območju Laponske in na planinah
- V zadnjih desetletjih se je populacija rosomaha na Finskem povečala

### Podnebje
Glavni dejavnik, ki vpliva na podnebje Finske, je geografski položaj države med 60. in 70. severnim vzporednikom v obalnem pasu evrazijske celine. Po Köppnovi podnebni klasifikaciji celotna Finska leži v borealnem območju, za katerega so značilna topla poletja in mrzle zime. Znotraj države se zmernost med južnimi obalnimi območji in skrajnim severom precej razlikuje in kaže tako značilnosti morskega kot celinskega podnebja. Finska je dovolj blizu Atlantskega oceana, da jo nenehno segreva Zalivski tok. Zalivski tok se združuje z blažilnimi učinki Baltskega morja in številnih celinskih jezer, da pojasni nenavadno toplo podnebje v primerjavi z drugimi regijami, ki si delijo isto zemljepisno širino, kot so Aljaska, Sibirija in južna Grenlandija.
Tudi na severu so temperature poleti, ko sonce spremeni noč v dan, še prav mile. Zime pa so dolge in ostre, z dolgotrajno snežno odejo, ki jo samo na jugu kdaj pa kdaj načne kakšna odjuga. Na Laponskem velja -15 °C za običajno zimsko temperaturo, včasih pa doseže mraz tudi -40 °C. To ni nič čudnega, kajti onkraj polarnega kroga se v decembrskih in januarskih dnevih pokaže sonce nad obzorje največ za nekaj minut. Nekaj blagega vpliva na podnebje ima Baltsko morje, vendar le takrat, kadar ni zamrznjeno. Od decembra do aprila sta severni del Botniškega zaliva in deloma tudi srednji del Baltskega morja prekrita z ledom in takrat učinkujeta kot hladilnik.
Finsko podnebje je primerno za pridelavo žit le v najjužnejših regijah, medtem ko so severne regije primerne za živinorejo.
Četrtina finskega ozemlja leži znotraj arktičnega kroga in polnočno sonce lahko traja več dni, kolikor dlje potujete proti severu. Na skrajni severni točki Finske sonce poleti ne zaide 73 zaporednih dni in pozimi sploh ne vzide 51 dni.

### Uprava
Finsko sestavlja 19 regij (maakunta). Okraje vodijo regionalni sveti, ki so forumi za sodelovanje občin okraja. Glavne naloge županij so regionalno načrtovanje ter razvoj podjetništva in izobraževanja. Poleg tega so javne zdravstvene službe običajno organizirane po okrožjih. Regijske svete volijo občinski sveti, vsaka občina pa pošlje svoje predstavnike sorazmerno s svojim prebivalstvom. Poleg medobčinskega sodelovanja, ki je v pristojnosti regionalnih svetov, ima vsaka županija državni Center za zaposlovanje in gospodarski razvoj, ki je pristojen za lokalno upravo za delo, kmetijstvo, ribištvo, gozdarstvo in podjetništvo. Zgodovinsko gledano so okrožja delitve zgodovinskih provinc Finske, območja, ki natančneje predstavljajo lokalna narečja in kulturo.
Šest regionalnih državnih upravnih agencij je odgovornih za eno od okrajev, ki se v finščini imenuje alue; poleg tega je bil Åland imenovan za sedmi okraj.
| Regionalni zemljevid   | Prevedeno ime     | Fisko ime             | Švedsko ime       | Glavno mesto              | Regionalna državna upravna agencija |
| ---------------------- | ----------------- | --------------------- | ----------------- | ------------------------- | ----------------------------------- |
|                        | Laponska          | Lappi                 | Lappland          | Rovaniemi                 | Občine Laponske (Finska)            |
| Severna Ostrobotnija   | Pohjois-Pohjanmaa | Norra Österbotten     | Oulu              | Severna Finska            |                                     |
| Kainuu                 | Kainuu            | Kajanaland            | Kajaani           | Severna Finska            |                                     |
| Severna Karelija       | Pohjois-Karjala   | Norra Karelen         | Joensuu           | Vzhodna Finska            |                                     |
| Severna Savonija       | Pohjois-Savo      | Norra Savolax         | Kuopio            | Vzhodna Finska            |                                     |
| Južna Savo             | Etelä-Savo        | Södra Savolax         | Mikkeli           | Vzhodna Finska            |                                     |
| Južna Ostrobotnija     | Etelä-Pohjanmaa   | Södra Österbotten     | Seinäjoki         | Zahodna in Srednja Finska |                                     |
| Centralna Ostrobotnija | Keski-Pohjanmaa   | Mellersta Österbotten | Kokkola           | Zahodna in Srednja Finska |                                     |
| Ostrobotnija           | Pohjanmaa         | Österbotten           | Vaasa             | Zahodna in Srednja Finska |                                     |
| Pirkanmaa              | Pirkanmaa         | Birkaland             | Tampere           | Zahodna in Srednja Finska |                                     |
| Centralna Finska       | Keski-Suomi       | Mellersta Finland     | Jyväskylä         | Zahodna in Srednja Finska |                                     |
| Satakunta              | Satakunta         | Satakunta             | Pori              | Jugozahodna Finska        |                                     |
| Jugozahodna Finska     | Varsinais-Suomi   | Egentliga Finland     | Turku             | Jugozahodna Finska        |                                     |
| Južna Karelija         | Etelä-Karjala     | Södra Karelen         | Lappeenranta      | Južna Finska              |                                     |
| Päijät-Häme            | Päijät-Häme       | Päijänne-Tavastland   | Lahti             | Južna Finska              |                                     |
| Kanta-Häme             | Kanta-Häme        | Egentliga Tavastland  | Hämeenlinna       | Južna Finska              |                                     |
| Uusimaa                | Uusimaa           | Nyland                | Helsinki          | Južna Finska              |                                     |
| Kymenlaakso            | Kymenlaakso       | Kymmenedalen          | Kotka and Kouvola | Južna Finska              |                                     |
| Aland                  | Ahvenanmaa        | Åland                 | Mariehamn         | Aland                     |                                     |

Okrožje Vzhodna Uusimaa (Itä-Uusimaa) je bilo 1. januarja 2011 združeno z Uusimaa.

### Upravna delitev
Finska je razdeljena na:
- 19 regij (finsko maakunta, švedsko landskap)[56]
- regije so razdeljene na 70 podregij (finsko seutukunta, švedsko ekonomisk region 'ekonomska regija')[57]
- podregije so razdeljene na 309 občin (finsko kunta, švedsko kommun).[58]

Poleg tega so zdravstvene, socialne in nujne službe odgovorne za 21 okrožij storitev dobrega počutja (finsko välfärdsområde, švedsko välfärdsområde).
Temeljna upravna delitev države so občine, ki se lahko imenujejo tudi mesta. Te predstavljajo polovico javne porabe. Poraba se financira iz občinske dohodnine, državnih subvencij in drugih prihodkov. Od leta 2021 je 309 občin, večina pa ima manj kot 6000 prebivalcev.
Poleg občin sta opredeljeni še dve vmesni ravni. Občine sodelujejo v 70 subregijah in 19 županijah. Te upravljajo občine članice in imajo le omejena pooblastila. Avtonomna provinca Åland ima stalni demokratično izvoljeni regionalni svet. Samiji imajo polavtonomno pokrajino Sami na Laponskem za vprašanja jezika in kulture.
Zdravstvene, socialne in nujne storitve organizirajo okrožja. Finska ima 21 okrožij; storitev dobrega počutja, okrožna struktura pa v glavnem temelji na regionalni strukturi. Okrožni svet, ki je odgovoren za delovanje, upravljanje in finance območja, je najvišji organ odločanja v okrožju. Delegati in namestniki komisarjev okrajnega sveta so izvoljeni na okrajnih volitvah za dobo štirih let. Okrožja storitev dobrega počutja so samoupravna. Vendar pa nimajo pravice zaračunavati davkov in njihovo financiranje temelji na financiranju centralne vlade.[121]
Regija glavnega mesta – ki obsega Helsinke, Vantaa, Espoo in Kauniainen – tvori stalno somestje s približno 1,25 milijona ljudi. Vendar je skupna uprava omejena na prostovoljno sodelovanje vseh občin, npr. v Helsinškem svetu metropolitanskega območja.

### Največja mesta
| 1  | Helsinki  | Uusimaa              | 674.500 | 11 | Kouvola      | Kymenlaakso        | 78.880 |
| 2  | Espoo     | Uusimaa              | 314.024 | 12 | Joensuu      | Severna Karelija   | 78.062 |
| 3  | Tampere   | Pirkanmaa            | 255.050 | 13 | Lappeenranta | Južna Karelija     | 72.988 |
| 4  | Vantaa    | Uusimaa              | 247.443 | 14 | Vaasa        | Ostrobothnia       | 68.956 |
| 5  | Oulu      | Severna Ostrobotnija | 214.633 | 15 | Hämeenlinna  | Kanta-Häme         | 68.319 |
| 6  | Turku     | Jugozahodna Finska   | 201.863 | 16 | Seinäjoki    | Južna Ostrobotnija | 66.160 |
| 7  | Jyväskylä | Central Finska       | 147.746 | 17 | Rovaniemi    | Laponska           | 65.286 |
| 8  | Kuopio    | Severna Savo         | 124.021 | 18 | Mikkeli      | Južna Savo         | 51.919 |
| 9  | Lahti     | Päijät-Häme          | 120.693 | 19 | Porvoo       | Uusimaa            | 51.289 |
| 10 | Pori      | Satakunta            | 83.106  | 20 | Salo         | Jugozahodna Finska | 51.100 |

## Helsinki
Helsinki so živahno morsko pristanišče in prestolnica Finske ter največje mesto države. So tudi razstavišče dobre sodobne arhitekture. V »Belem mestu Severa«, kot mu pravijo, so na ogled stvaritve uglednih finskih arhitektov. Takšna sta Alvar Aalto in Eliel Saarinen; njune arhitekturne dosežke občudujemo v številnih slovitih svetovnih mestih. Precej časa se je zdelo, da Helsinkom, ki so se dolgo imenovali Helsingfors, ni usojeno, da bi se kdaj razvili v pomembno prestolnico. Ustanovili so jih leta 1550 kot morsko pristanišče, odtlej pa so morali pretrpeti vrsto požarov, kug in lakot.
Ena takih nesreč, veliki požar leta 1808, je uničila več kot dve tretjini starega mesta, hkrati pa je sprožila preobrazbo starinskega naselja nagnetenih lesenih hiš in ozkih ulic v sodobno mesto. Pobuda za veliki obnovitveni načrt je prišla leta 1812, ko so Rusi, ki so zagospodarili Finski, preselili sedež deželne uprave iz Turkuja v Helsinke. Zazidalni načrti so želeli z novo stavbarsko in prostorsko zasnovo, vključujočo široke aleje, številne parke in zelenice, poudariti novi položaj mesta. Obnovo so zaupali na nemškem rojenemu arhitektu Johannu Carlu Ludwigu Englu (1778–1840). Engl seje navdihoval pri neoklasicističnem stavbarstvu Sankt Peterburga. Ruski vpliv se kaže v njegovem mogočnem Senatnem trgu (Senaatintori), ki ga obdajajo vladna palača, univerza in Helsinška  stolnica z belimi stebri in bleščečo kupolo. Z Englom se je začelo stavbarsko oblikovanje Helsinkov, toda to je bil šele začetek. Dramatično nasprotje Englovi klasicistični strogosti je pravoslavna stolnica, ki jo je leta 1868 končal Gornostajev. Ta cerkev je veličastna opečna bizantinska stavba z zlatimi kupolami in razkošno notranjščino. Čisto drugačna je mogočna železniška postaja Eliela Saarinena, ki je leta 1916 zbudila pozornost zaradi modernosti, rožnatega granita in tokovničnih oblik v secesijskem slogu. Skoraj v vsaki ulici srečujemo stavbe pomembnih finskih arhitektov, med katerimi izstopajo Alvar Aalto, Eiiel Saarinen in Herman Geseliius. Med pomembnimi novejšimi stvaritvami je dvorana Finlandia Alvarja Aalta, zgrajena iz marmorja in apnenca. Najbolj presenetljiv zgled sodobne finske arhitekture je morda Skalna cerkev (Temppeliauklon Kirkko), zasnovala sta jo Timo in Tuomo Suomalainen in so jo dokončali leta 1967. Izvotlili so naravno skalno gmoto, ki se dviga več kot 12 metrov nad cesto, in nastala je skalni jami podobna rotunda, nad katero se pne velikanska bakrena kupole, ki je edini s ceste vidni del stavbe. Dnevna svetloba prihaja v notranjščino skozi navpične okenske reže pod kupolo, skalni obod pa prispeva dramatične zvočne učinke. 
Zeleni parki in plovne poti Helsinkov slovijo po arhitekturnem bogastvu. Med njimi so zemljišča z večinoma neokrnjeno naravno podobo, takšen je Sibeliusov park, posvečen velikemu finskemu skladatelju Jeanu Sibeliusu (1865-1957) in umetelno urejeni nasadi, kakršen je botanični vrt (Kaisaniemi). Značilnosti Helsinkov, ki ponosno nosijo ime Hči Baltika, oblikuje seveda predvsem morje. Helsinki so največje finsko pristanišče, še vedno poglavitno morsko pristanišče in hkrati najpomembnejše ladjedelniško središče v državi. Morje ga obdaja na treh straneh, vendar sega mesto še daleč v morje, saj je v mestno območje vključenih še nekaj otokov v Finskem zalivu. Helsinki so matično pristanišče številnih ribiških ladij, ki vsako jutro prodajajo ob nabrežjih v južnem pristanišču pravkar ulovljene baltske slede (silakka), Poleg različnih sladkovodnih rib iz številnih finskih jezer in rek so te majhne srebrne ribe poglavitna sestavina finskega jedilnika.
Pri tako tesnih stikih z morjem kajpada ne preseneča, da je morska deklica Havis Amanda zaščitno znamenje mesta. Njen bronast kip varuje tržnico (Kauppatori) v južnem pristanišču in je na večer pred 1. majem središče že desetletja uveljavljenega pomladnega praznovanja. Takrat so v ospredju razigrani študentje, ki zlezejo v Amandin vodnjak in kipu nataknejo bele študentovske čepice.
Po trgu so vse leto razpostavljene živobarvne cvetličarske in zelenjadarske stojnice. Za obiskovalce Helsinkov je vedno zelo privlačen, saj ob poletnih popoldnevih odprejo stojnice z blagom, kakršno radi kupujejo turisti, to so izdelki domače obrti, recimo lesene rezbarije, nakit s starinskimi okraski, ročno izdelane tkanine in pobarvane sveče. Poleti ponujajo na tržnici tudi jagode, ki dozorijo pod severnim soncem. Na pokriti tržnici so na prodaj finske posebnosti, na primer prekajeni jeziki severnih jelenov in sir iz pinjenca.

## Politika
Predsednika države volijo od leta 1988 na neposrednih volitvah, kar je še okrepilo od strankarskih razmerij v parlamentu neodvisni položaj državnega poglavarja. Močni položaj finskega predsednika z daljnosežnimi pristojnostmi pri odločanju izvira iz časa oblikovanja republike. Temelje nacionalno naravnane politike v povojnem obdobju je izoblikoval Kusti Juho Paasikivi (1870–1956), ki je bil predsednik države v letih 1946–1956. Predvsem je bilo treba postaviti še vedno težavna razmerja z veliko vzhodno sosedo na trdno, obvladljivo podlago mirnega sožitja. Temu je bila namenjena leta 1948 sklenjena pogodba o prijateljstvu in pomoči, ki so jo pozneje še nekajkrat podaljšali. Politik Urho Kaleva Kekkonen (1900–1986), ki je v letih 1950–1956 vodil kot ministrski predsednik različne vlade in potem kot predsednik države tri desetletja močno usmerjal finsko politiko, je nadaljeval zastavljeno vzhodno politiko in si prizadeval za utrditev finske nevtralnosti. Takšno smer finske zunanje politike je ohranil tudi Mauno Koivisto. Proporcionalna volilna ureditev podpira finsko večstrankarstvo, toda nobena stranka, ki si je pridobila vstop v Državni zbor (Eduskunta), ni bila še nikoli dovolj močna, da bi
dosegla absolutno večino. Za finsko politično dogajanje so zato značilne koalicijske vlade in pogoste spremembe v njihovi sestavi. V koalicijskih vladah prevladuje od leta 1933 sodelovanje med Socialnodemokratsko in Sredinsko stranko (prejšnjo Agrarno zvezo).
Vse najpomembnejše odločitve sprejmejo v prestolnici Helsinki, kajti dvanajst finskih upravnih pokrajin ima le malo političnega vpliva. Občinam sicer pripada nekaj samostojnosti, vendar pa je tudi v njih opazen močen vpliv osrednje oblasti. Zaradi posebnosti v zgodovini ima poseben položaj Alandsko otočje v Botniškem zalivu. Otoke so večinoma poselili Švedi in zato je na njih švedščina 
še zdaj uradni jezik; finsko ime Ahvenanmaa uporablja le malokdo. Granitni otoki so leta 1809 pripadli skupaj s Finsko Rusiji, ob osamosvojitvi Finske leta 1917 pa so otočani želeli doseči priključitev k Švedski. Toda po razsodbi Društva narodov je otočje postalo del finske države, vendar s pravico do samouprave. Leta 1951 je otočje dobilo obsežno notranjo avtonomijo.
Finska se je po drugi svetovni vojni razvila v sodobno industrijsko državo. Še pred nekaj desetletji je življenjska raven opazno zaostajala za Švedsko, zaradi česar si je veliko prebivalcev poiskalo delo v bogatejši sosednji državi. Kljub vsemu se v sožitju med Finci in švedsko govorečo manjšino doslej niso pojavljale nikakršne napetosti. Delež finskih Švedov se je v zadnjih desetletjih zmanjšal na nekaj odstotkov vsega prebivalstva.
Zboljšanje gospodarskih razmer je odprlo tudi možnosti za uresničevanje zamisli o socialni državi. Z nekaj obotavljanja in morda ne tako dosledno kot v skandinavskih sosedah so tudi na Finskem v šestdesetih in sedemdesetih letih temeljiteje oblikovali mrežo socialnega varstva. Zdaj zagotavlja Finska z razvitim socialnim skrbstvom, zdravstvom in izobraževanjem svojim državljanom višjo raven storitev kot večina drugih evropskih držav.
Finska se je leta 2023 kot posledica ruske invazije na Ukrajino leta 2022 kot 31. država članica pridružila zvezi NATO.

## Gospodarstvo
Finska se je šele po drugi svetovni vojni preobrazila iz kmetijske države v industrijsko, vendar že sodi med države z nadpovprečno visoko življenjsko ravnijo. Po dohodku na prebivalca prekaša marsikatero zahodnoevropsko industrijsko državo. Njeno gospodarstvo je močno prepleteno s svetovnim trgovanjem. Država je članica Evropskega združenja za svobodno trgovino (EFTA) in je
imela oziroma še ima pogodbe s Comeconom in Evropsko unijo. Nekdanja obupna revščina zaradi podnebnih razmer in sestave tal je na Finskem mogoče za kmetijstvo uporabljati samo 8 odstotkov vse površine. Težišče je že dolgo na živinoreji, v njej pa na pridobivanju mleka. Mlečne izdelke iz finskega primorja izvažajo že nekaj stoletij.
Družbena razmerja so dolgo krojile posebnosti v ureditvi zemljiške posesti. Sprva so vso zemljo imeli svobodni kmetje, šele v 18. in 19. stoletju so začeli večino zemlje dajati v zakup. Iz tega so nastala družbena trenja med razmeroma bogatimi zemljiškimi posestniki, na robu revščine živečimi zakupniki in dninarji brez posesti. Med prvimi ukrepi mlade države je zato bila obsežna agrarna reforma, ki je večino zakupnih kmetij spremenila v lastniške. Majhnost posestev in nezadostna gospodarnost pa še zdaj pestita finske kmete, zato si je marsikdo moral poiskati zaslužek v drugem poklicu ali pa se odpraviti na delo v tujino. Večinoma so odhajali na Švedsko, nekateri pa so odpluli v Ameriko. Šele od srede sedemdesetih let je začel izseljenski tok plahneti in silen vzpon finskega gospodarstva je spodbodel mnoge izseljence, da so se vrnili v domovino. Zdaj se z delom v kmetijstvu preživlja samo še majhen del aktivnega prebivalstva. V dohodkih sta zmeraj bolj pomembna deleža sodobne industrije in naglo naraščajočih storitvenih dejavnosti. 
Podlaga finske industrializacije je bila predelava lesa in kovin. Zaradi naravnih razmer sta bili gozdarstvo in lesarstvo že v minulem stoletju, ob kmetijstvu, najpomembnejši gospodarski panogi. Prej so večino pridobljenega lesa porabili doma bodisi kot stavbni les bodisi kot kurivo, zdaj pa nedvoumno prevladuje uporaba lesa v lesnopredelovalnih tovarnah, na žagah, v papirnicah in tovarnah za celulozo, furnir in pohištvo. Prve tovarne so nastale že v drugi polovici 19. stoletja, predvsem v južnem delu dežele, kjer še zdaj živi večina prebivalstva. Sem les spravljajo razmeroma poceni po med seboj povezanih jezerih in rekah bodisi s splavljenjem bodisi z vodnimi vlačilci.
Po drugi svetovni vojni so Finci naglo pospešili posodabljanje lesnopredelovalne industrije in jo dopolnili z novimi industrijskimi panogami. K temu so jih spodbodle izguba Karelije, nujnost, da v finsko gospodarstvo in družbo vključijo okoli 400.000 karelijskih beguncev, ter obveznost, da Sovjetski zvezi dobavljajo industrijske izdelke kot poplačilo vojne škode. Finsko gospodarstvo se je z uporabo najsodobnejših strojev in postopkov zelo naglo razvejilo in specializiralo. Med ključnimi industrijami je ladjedelništvo. V desetih finskih ladjedelnicah izdelujejo ledolomilce, tankerje za utekočinjeni plin in kemikalije, kontejnerske ladje, vrtalne ploščadi, jahte, ladje za križarjenja, trajekte za avtomobile in vlake. Wärtsilska ladjedelnica v Turkuju se je na teh področjih razvila v enega najpomembnejših izdelovalcev ladij na svetu.
Vrsta finskih izdelkov posebej slovi zaradi skrbnega in umetniškega oblikovanja, recimo steklarski izdelki in keramika, pa tudi tkanine in oblačila, pohištvo ter naprave za obdelovanje podatkov in sporočanje. Višje stopnje rasti ima tudi kemična industrija, ki se je začela razvijati konec petdesetih let.
Finska ima le malo rudnega bogastva, tega pa v zadnjem času močneje izrabljajo. Najpomembnejša so ležišča bakrove rude, predvsem pri Outokumpuju v vzhodnem delu dežele. Nekaj manjših ležišč v osrednji Finski oskrbuje industrijo s kromom, vanadijem in drugimi oplemenitelji jekla. Na severu se je razvilo na obali pri Raaheju težkoindustrijsko središče, v katerem pridobivajo železo iz finske in švedske rude, Iz domačih virov lahko Finska krije le tretjino svojih potreb po energiji. Ima sicer velike zaloge šote, toda pri preskrbi z energijo so najpomembnejše vodne elektrarne. Vendar
pa Finci že uporabljajo skoraj vse primerne vode in skoraj ne morejo več graditi novih vodnih elektrarn. Zato so začeli v pridobivanje elektrike uvajati v precejšnjem obsegu jedrsko energijo. Za pokrivanje energetskega primanjkljaja uvažajo premog s Poljske, nafto pa večinoma iz Rusije.

### Turizem
Leta 2017 je turizem na Finskem ustvaril približno 15,0 milijard evrov bruto. Od tega je 4,6 milijarde evrov (30 %) prišlo iz tujega turizma. V letu 2017 je bilo 15,2 milijona prenočitev domačih turistov in 6,7 milijona prenočitev tujih turistov. Turizem k finskemu BDP prispeva približno 2,7 %.
Laponska ima med vsemi finskimi regijami največjo turistično porabo. Nad polarnim krogom je sredi zime polarna noč, obdobje, ko sonce ne vzide več dni ali tednov ali celo mesecev, in temu primerno polnočno sonce poleti ne zaide niti ob polnoči (do 73 zaporednih dni, na skrajni severni točki). Laponska je tako daleč na severu, da je aurora borealis, fluorescenca v visoki atmosferi zaradi sončnega vetra, vidna redno jeseni, pozimi in spomladi. Finska Laponska se lokalno šteje tudi za dom Božička, z več tematskimi parki, kot sta Santa Claus Village in Santa Park v Rovaniemiju. Druge pomembne turistične destinacije na Laponskem vključujejo tudi smučišča (kot so Levi, Ruka in Ylläs) in vožnje s sanmi, ki jih vodijo severni jeleni ali haskiji.
Turistične znamenitosti na Finskem so naravna krajina, ki jo najdemo po vsej državi, pa tudi mestne znamenitosti. Na Finskem je 40 narodnih parkov (kot je narodni park Koli v Severni Kareliji), od južnih obal Finskega zaliva do visokih fjelov Laponske. Dejavnosti na prostem obsegajo nordijsko smučanje, golf, ribolov, jahtanje, križarjenja po jezerih, pohodništvo in kajakaštvo, med mnogimi drugimi. Za ljubitelje avifavne je priljubljeno opazovanje ptic, priljubljen pa je tudi lov.
Najbolj znani turistični znamenitosti v Helsinkih sta Helsinška stolnica in morska trdnjava Suomenlinna. Najbolj znana finska zabaviščna parka sta Linnanmäki v Helsinkih in Särkänniemi v Tampereju. Grad svetega Olafa (Trdnjava Olavinlinna) v Savonlinni gosti letni operni festival Savonlinna, gledalce pa privabljajo tudi srednjeveška okolja mest Turku, Rauma in Porvoo. Komercialna križarjenja med večjimi obalnimi in pristaniškimi mesti v baltski regiji igrajo pomembno vlogo v lokalni turistični industriji.

## Kultura

### Glasba
Glasba je tista umetniška zvrst po kateri je Finska najbolj poznana v tujini. Glasbeni načrt je namreč zelo pomemben del učnega načrta. Na ta način vzbudijo zanimanje za skladanje, hkrati pa Finci tako poskrbijo za koncertno publiko, ki bo v prihodnosti aktivna in bo imela pozitiven odnos do glasbe. Njihova vodilna osebnost je bil Jean Sibelius, saj je v svoja dela zajel razvijajočo se zavest finskega naroda. Njegovo najbolj znano delo je Finlandia katero uverturo so izvedli že leta 1900 in to je prav posebno saj se je zgodilo 17 let pred Finsko samostojnostjo. Dandanes je na Finskem izredno veliko nadarjenih in tudi pomembnih dirigentov ter skladateljev. V novem tisočletju pa sta v svetu vedno bolj poznana finska rock in metal glasba. Finske skupine kot so HIM, Children of Bodom, Lordi, Nightwish, The Rasmus, Sonata Arctica in druge, so poznane po vsem svetu.

### Književnost
Finci so eni izmed najbolj rednih bralcev na svetu. To potrjuje visoka stopnja obiskovanja javnih knjižnic ter število knjigarn. Za pisno finščino bi lahko rekli, da je obstajala, odkar je Mikael Agricola med protestantsko reformacijo prevedel Novo zavezo v finščino, vendar je bilo do 19. stoletja in začetka finskega nacionalnega romantičnega gibanja napisanih nekaj pomembnih literarnih del. To je spodbudilo Eliasa Lönnrota, da je zbral finsko in karelsko ljudsko poezijo ter jo uredil in izdal kot Kalevala, finski nacionalni ep, najbolj znani finski ep, preveden kar v 45 jezikov. To je daljša epska pesnitev, ki pripoveduje o božanstvih, junaških bojevnikih in starodavnih pošastih. V tem obdobju so se pojavili pesniki in romanopisci, ki so pisali v finščini, zlasti finski nacionalni pisatelj Aleksis Kivi (Sedem bratov) ter Minna Canth, Eino Leino in Juhani Aho. V švedščini so pisali številni narodni prebuitelji, na primer narodni pesnik J. L. Runeberg (Zgodbe praporščaka Ståla) in Zachris Topelius.
Elias Lönnrot je živel v 19 stol. In je bil glavni zbiralec ljudskih pesmi. Potoval je po Finski in si zapisoval ljudske pesmi po ustnem izročilu preprostih in nepismenih ljudi. Njihove ljudske pesmi so največkrat govoril o življenju in verovanju finskih ljudi v preteklosti.
Po osamosvojitvi Finske je prišlo do vzpona modernističnih pisateljev, najbolj znana je švedsko govoreča pesnica Edith Södergran. Finsko govoreči avtorji so raziskovali nacionalne in zgodovinske teme. Najbolj znani med njimi so bili Frans Eemil Sillanpää, ki je leta 1939 prejel Nobelovo nagrado za književnost, zgodovinski romanopisec Mika Waltari in Väinö Linna s trilogijo Neznani vojak in Pod zvezdo Severnico. Začenši s Paavom Haavikom je finska poezija sprejela modernizem. Poleg Lönnrotove Kalevale in Waltarija je švedsko govoreča Tove Jansson, najbolj znana kot avtorica Muminov, največkrat prevajana finska pisateljica; njene knjige so bile prevedene v več kot 40 jezikov.

### Vizualne umetnosti, oblikovanje in arhitektura
Vizualna umetnost na Finskem je začela oblikovati svoje značilnosti v 19. stoletju, ko se je v avtonomni Finski dvignil romantični nacionalizem. Najbolj znani finski slikar Akseli Gallen-Kallela je začel slikati v naturalističnem slogu, a je prešel k nacionalni romantiki. Drugi pomembni slikarji tega obdobja so Pekka Halonen, Eero Järnefelt, Helene Schjerfbeck in Hugo Simberg. V poznem 20. stoletju je homoerotična umetnost Touka Laaksonena, psevdonim Tom of Finland, našla svetovno občinstvo.
Najbolj znan finski kipar 20. stoletja je bil Wäinö Aaltonen, ki so ga poznali po svojih monumentalnih doprsnih kipih in skulpturah. Dela Eile Hiltunen in Laile Pullinen ponazarjajo modernizem v kiparstvu.
Finci so veliko prispevali k rokodelstvu in industrijskemu oblikovanju: med mednarodno znanimi osebnostmi so Timo Sarpaneva, Tapio Wirkkala in Ilmari Tapiovaara. Finska arhitektura je znana po vsem svetu in je znatno prispevala k številnim mednarodnim slogom, kot so Jugendstil (ali Art nouveau), nordijski klasicizem in funkcionalizem. Med najboljšimi finskimi arhitekti 20. stoletja, ki so pridobili mednarodno priznanje, sta Eliel Saarinen in njegov sin Eero Saarinen. Arhitekt Alvar Aalto velja za enega najpomembnejših oblikovalcev 20. stoletja na svetu; pomagal je prenesti funkcionalistično arhitekturo na Finsko, vendar je bil kmalu pionir v njenem razvoju proti organskemu slogu. Aalto je znan tudi po svojem delu na področju pohištva, svetilk, tekstila in steklenih izdelkov, ki so bili običajno vključeni v njegove zgradbe.

### Finska prehrana
Finska prehrana je mešanica skandinavske (Danska, Švedska, Norveška), evropske ter ruske kuhinje. Pogosto uporabljajo različne žitarice ter sadje (predvsem gozdne sadeže). Njihova tradicionalna hrana je preprosta. V veliki večini sestavljena iz rib (predvsem lososa in kaviarja) in jelenjega mesa.
Ena njihovih tradicionalnih jedi je tudi pita z ribjim ali svinjskim mesom.
Najbolj zanimiva in hkrati tudi najbolj nenavadna jed pa je Mämmi, ki je tradicionalna velikonočna jed. To jed strežejo že od 13 stoletja.
Njihove ostale jedi pa so tudi npr. ribja juha a la Kainu ragu severnega jelena, polnjen losos s sirom in zelišči…
V sedanji – moderni finski kuhinji pa so jedi lažje, porcije so manjše ter vsebujejo veliko vrst zelenjave.

### Savna
Ljubezen Fincev do savn je v svetu na splošno povezana s finsko kulturno tradicijo. Savna je vrsta suhe parne kopeli, ki se pogosto izvaja na Finskem, kar je še posebej očitno v močni tradiciji okoli poletja in božiča. Beseda savna je protofinskega izvora (najdemo jo v finskih in samijskih jezikih) in sega 7000 let nazaj. Parne kopeli so del evropske tradicije tudi drugod, najbolj pa se je savna ohranila na Finskem, poleg Švedske, v Estoniji, Latviji, Rusiji, Norveški ter delih ZDA in Kanade. Poleg tega imajo skoraj vse finske hiše svojo savno ali v večnadstropnih stanovanjskih hišah savno s časovnim zakupom. Mestna kopališča in hoteli imajo pogosto lastne savne. Kultura finskega savnanja je vpisana na Unescov seznam nesnovne kulturne dediščine.